# Потік рідини
Поті́к рідини́ — нерозривний рух маси рідини, обмеженої системою поверхонь твердих тіл і / або поверхонь дотику рідких та газоподібних тіл.

## Типи потоків
Розрізняють такі типи потоків (або типи руху рідини).
Напірний потік — це рух рідини обмежений твердими стінками з усіх боків, при цьому в будь-якій точці потоку тиск відрізняється від атмосферного зазвичай у більшу сторону, але може бути і меншим за атмосферний. Рух у цьому випадку відбувається внаслідок напору, що створюється, наприклад, насосом чи водонапірною вежею. Тиск вздовж напірного потоку зазвичай змінний. Такий рух відбувається у всіх гідроприводах технологічного обладнання, водопроводах, опалювальних системах тощо.
Безнапірний потік відрізняється від попереднього тим, що він має вільну поверхню, котра знаходиться під атмосферним тиском. Безнапірний рух відбувається під дією сил тяжіння самого потоку рідини. Тиск в таких потоках приблизно однаковий і відрізняється від атмосферного тільки внаслідок глибини потоку. Прикладом такого руху може бути протікання води в руслах річки, каналу чи струмка.
Вільний струмінь не має твердих стінок. Рух відбувається під дією сил інерції і ваги рідини. Тиск в такому потоці практично дорівнює атмосферному. Приклад вільного струменя — витікання рідини з шланга, крана тощо.

## Структура потоку
Структура потоку — взаємне розміщення компонентів у потоці суміші, наприклад, газової, нафтової і водної фаз під час їх руху по трубі, для двофазних потоків «рідина-твердий сипкий матеріал» — епюра швидкостей, витрати твердого і концентрації гідросуміші по перерізу потоку.

## Кінематичні характеристики потоків рідини
У гідравліці розрізняють такі характеристики потоку: живий переріз, змочений периметр, гідравлічний радіус, витрата, середня швидкість.
Живим перерізом потоку називається поверхня в межах потоку, нормальна до всіх ліній току, що її перетинають або до осередненої місцевої швидкості. Площа живого перерізу позначається буквою ω Для елементарної струминки рідини використовують поняття живого перерізу елементарної струминки (поверхня перерізу струминки, перпендикулярна до ліній току), площу якого позначають через dω.
У гідравліці зазвичай беруть за живий переріз площину, нормальну до напрямку середньої швидкості потоку і обмежену стінками трубки або русла.
Змочений периметр потоку — лінія, по якій рідина стикається з поверхнями русла в даному живому перерізі. Довжина цієї лінії позначається буквою χ.
Вільна поверхня рідини при визначенні змоченого периметра не враховується. У напірних потоках змочений периметр збігається з геометричним периметром, оскільки потік рідини стикається з усіма твердими стінками.
Гідравлічним радіусом R потоку називається величина, що дорівнює відношенню площі живого перерізу ω до змоченого периметру χ:
{\displaystyle R={\frac {\omega }{\chi }}}.
При напірному русі в трубі круглого перерізу з внутрішнім діаметром d гідравлічний радіус буде дорівнювати:
{\displaystyle R={\frac {\omega }{\chi }}={\frac {\frac {\pi d^{2}}{4}}{\pi d}}={\frac {d}{4}}},
тобто четвертині діаметра, або половині радіуса труби.
Витрата потоку рідини (витрата рідини)  — це об'ємна, масова або вагова кількість рідини, що проходить через живий переріз потоку в одиницю часу.
У практичних розрахунках застосовують так звану середню швидкість потоку: при цьому мають на увазі швидкість, однакову для всіх точок перерізу, рухаючись з якою, частки рідини забезпечували б ту ж витрату Q, яка відбувається при реальному розподілі швидкостей, тобто:
{\displaystyle V={\frac {Q}{\omega }}},
де V — середня швидкість потоку рідини;
Q — витрата потоку;
ω — живий переріз потоку.

## Режими протікання рідини у потоках
У залежності від властивостей рідини, геометрії потоку та його швидкісних параметрів виділяють два режими руху рідини:
- ламінарний — впорядкований рух рідини, при якому вона рухається шарами, паралельними до напрямку течії;
- турбулентний — рух, що супроводжується утворенням вихорів.